# King Island Council
King Island Council is een Local Government Area (LGA) in Australië in de staat Tasmanië. Het grondgebied beslaat precies Kingeiland. King Island Council telt 1723 inwoners. De hoofdplaats is Currie.